# Сидорёнково (Кемеровская область)
Сидорёнково — село в Беловском районе Кемеровской области. Входит в состав Евтинского сельского поселения.

## История
По данным справочника «Списки населённых мест Томской губернии за 1911 год», деревня Сидорёнкова относилась к Бачатской волости Кузнецкого уезда Томской губернии. В деревне насчитывалось 130 дворов и 680 жителей (350 мужчин и 330 женщин). Село располагалось по левую сторону реки Иня, имелся хлебозапасный магазин.

## География
Центральная часть населённого пункта расположена на высоте 194 метров над уровнем моря.

## Население
| 2010 |
| ---- |
| 500  |

По данным Всероссийской переписи населения 2010 года, в селе Сидорёнково проживает 500 человек (244 мужчины, 256 женщин).

## Экономика
- КФХ «Правда»